# ماری مارا
ماری مارا (به انگلیسی: Mary Mara) (زاده ۲۱ سپتامبر ۱۹۶۰ – درگذشته ۲۶ ژوئن ۲۰۲۲) بازیگر آمریکایی بود.
از فیلم‌هایی که او در آن بازی کرده است، می‌توان به فعالیت مدنی، خارج از باران و عاشقانه شماره ۹ اشاره کرد.

## زندگی شخصی و مرگ
مارا در شهر نیویورک و کالیفرنیای جنوبی زندگی سکونت در دو ساحل داشت. به گفته جان لیندستروم، او در سال ۲۰۰۸ برای درمان سرطان تحت شیمی درمانی قرار گرفت، زمانی که او با جان در نمایشنامه در گرما اثر مالکوم دانره اجرا کردند. مارا پس از بازنشستگی از بازیگری به سیراکوز بازگشت. او در زمان مرگش در کیپ وینسنت نیویورک اقامت داشت. مارا یک دختر ناتنی داشت.
مارا در صبح روز ۲۶ ژوئن ۲۰۲۲ در کیپ وینسنت درگذشت. او ۶۱ ساله بود و هنگامی‌که در رودخانه سنت لارنس شنا می‌کرد غرق شد. در تشییع جنازه او که توسط بیلی کریستال، آنت اوتول و جان لیندستروم ادای احترام شد در رسانه‌های اجتماعی منتشر گردید. مرگ او یک تصادف اعلام شد.